# Сато Дзіро
Сато Дзіро (5 січня 1908 — 5 квітня 1934) — колишній японський тенісист.
Найвищу одиночну позицію світового рейтингу — 3 місце досяг 1933 року (за даними А. Волліса Маєрса).
Здобув 18 одиночних титулів.
Найвищим досягненням на турнірах Великого шолома були фінали в парному та змішаному парному розрядах.
Завершив кар'єру 1934 року.

## Фінали турнірів Великого шолома

### Парний розряд (1 поразка)
| Результат | Рік  | Турнір               | Покриття | Партнер       | Суперники                | Рахунок            |
| --------- | ---- | -------------------- | -------- | ------------- | ------------------------ | ------------------ |
| Поразка   | 1933 | Вімблдонський турнір | Трава    | Нуної Рьосуке | Жан Боротра Жак Брюньйон | 6–4, 3–6, 3–6, 5–7 |

### Мікст (1 поразка)
| Результат | Рік  | Турнір              | Покриття | Партнер          | Суперники                            | Рахунок       |
| --------- | ---- | ------------------- | -------- | ---------------- | ------------------------------------ | ------------- |
| Поразка   | 1932 | Чемпіонат Австралії | Трава    | Мерил О'Гара Вуд | Марджорі Кокс Кроуфорд Джек Кроуфорд | 8–6, 6–8, 3–6 |

## Результати на турнірах Великого шлему
| W | Ф | ПФ | ЧФ | #Р | КТ | К# | DNQ | A | NH |

| Турнір                                 | 1931 | 1932 | 1933 | Career |
| -------------------------------------- | ---- | ---- | ---- | ------ |
| Відкритий чемпіонат Австралії з тенісу | -    | ПФ   | -    | 3–1    |
| Відкритий чемпіонат Франції з тенісу   | ПФ   | 4р   | ПФ   | 13-3   |
| Вімблдонський турнір                   | ЧФ   | ПФ   | ПФ   | 14-3   |
| Відкритий чемпіонат США з тенісу       | -    | 2р   | 4р   | 2–2    |
| Великий Шлем W-L                       | 9–2  | 11-4 | 12-3 | 32–9   |